# Luigi Chatrian
Luigi (Louis) Chatrian (pron. fr. AFI: [ʃatʁijɑ̃]) (Aosta, 7 novembre 1891 – Roma, 22 settembre 1967) è stato un generale e politico italiano.
Comandante del 9º reggimento alpini nel 1935/37, della Scuola Militare Nunziatella tra il 1937 ed il 1940 e della LI^ brigata speciale Lecce dal 16 febbraio 1942 al 21 marzo 1943 a Creta.

## L'eccidio di Acquappesa
Originario di Torgnon, il nome del generale Chatrian (pron. fr. AFI: [ʃatʁijɑ̃]) è legato a una pagina nera della storia d'Italia: dopo la firma dell'armistizio di Cassibile e con gli Alleati già in Calabria, Chatrian, comandante, dal 22 marzo 1943, della 227ª Divisione con sede a Castrovillari, ordinò la fucilazione immediata di cinque soldati italiani che si erano sbandati (disertori); la fucilazione avvenne ad Acquappesa nella notte fra l'8 e il 9 settembre 1943. Commenta Corrado Stajano:
(Corrado Stajano, «Gettare la divisa alle ortiche: in fuga dall’esercito del Duce», Corriere della Sera del 3 aprile 2016, p. 28)

## Attività politica
Nel dopoguerra Chatrian è stato deputato all'Assemblea Costituente e poi deputato alla Camera nella I legislatura repubblicana con la Democrazia Cristiana. Successivamente è stato Sottosegretario di Stato alla Guerra nel III Governo Bonomi, nel Governo Parri, nel I e nel II Governo De Gasperi, e Sottosegretario di Stato alla Difesa nel III e nel IV Governo De Gasperi.

## Altre attività
Negli ultimi anni Luigi Chatrian fu presidente dell'Opera Nazionale Orfani di Guerra. Come tale, dopo la sua scomparsa, fu commemorato dall'Opera Nazionale per il Mezzogiorno d'Italia, guidata dai sacerdoti discepoli di p. 
Giovanni Semeria, come esempio di carità cristiana e maestro nella pratica del bene al servizio dei bisognosi.